# 바리케이드 사건

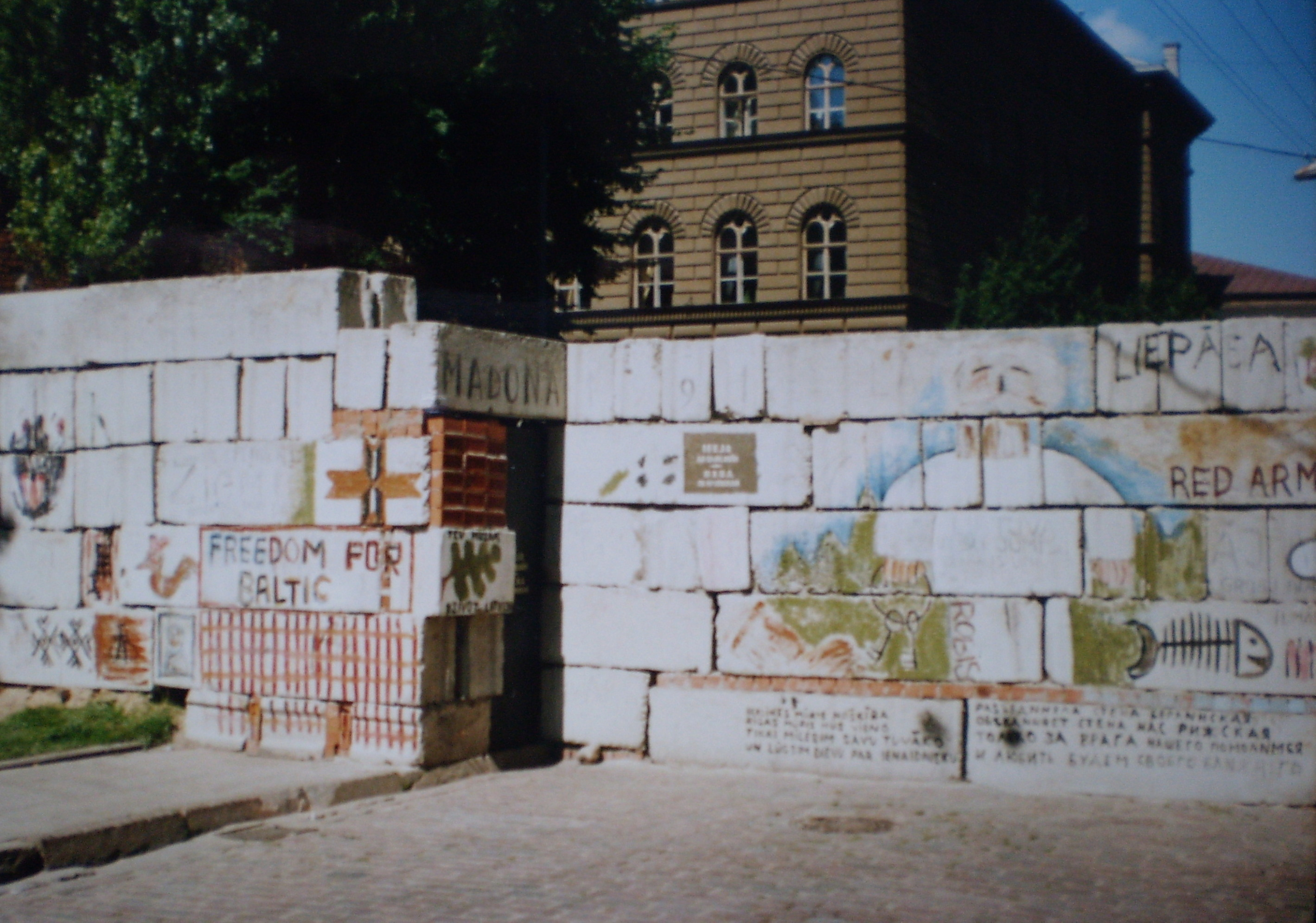
당시의 1991년 사용되던 바리케이드

바리케이드 사건(The Barricades)는 1991년 1월 14일부터 1월 25일까지 라트비아에서 라트비아 시민들과 소비에트 연방 소속의 특수부대 OMON이 충돌한 일련의 사건을 뜻한다. 대부분은 수도 리가에서 많이 발생하였는데, 1월 사건이 종결된 직후에 발생하였다.

## 충돌
공산권의 몰락과 함께, 여러 유럽 동구권 나라들이 자본주의인 시장경제체제로 전환해갔다. 소비에트 연방도 무너질 기미가 보이자, 1991년 1월 11일 라트비아의 이웃나라인 리투아니아에서 반란이 발생하여 소비에트 연방군과 충돌하였다. 이후에 소비에트 연방군이 철수하면서, 이 사태는 리투아니아의 승리로 끝이 났다. 상황이 이렇게 되자, 라트비아에서도 리투아니아 사태가 끝난 다음날인 1월 14일에 라트비아 시민들은 시위를 시작하였다. 상황이 급박하게 돌아가자, 소비에트 연방은 비밀특수요원부대인 OMON을 투입하여 진압을 시도하게 되었다. 라트비아 시민들이 이를 거세게 저항하며 OMON과 부딪쳤고, 라트비아 시민들과 OMON은 1월 14일부터 1월 25일까지 총 9번의 충돌을 하였고, 이 과정에서 많은 라트비아 시민들이 체포되었다. 그러나 대부분의 충돌에서 라트비아 시민들이 승리하게 되었고, 이는 결국 소련은 민주화 요구를 진압하지 못함을 의미하게 되었다.

## 결과
이 사건은 25일에 종결된 사실상 라트비아의 승리로 여겨진다. OMON이 라트비아 시민들에게 총격하여 시민 20명이 사망하였다. 2005년 결국 이 사건에 대한 진상조사가 시작되었고, 사상자 수를 기점으로 사상자 수가 월등히 많은 세력이 패배한 것으로 판단하였는데, 라트비아 측은 시신이 총 42명으로 판명났으나, 러시아 측은 시신이 발견되지 않아, 이 사건은 여전히 논란이 되고 있다.

## 같이 보기
- 1월 사건 (리투아니아)
- 노래 혁명